# Michel Gauquelin

Diagrama de Gauquelin que representa la incidencia de la hora de nacimiento y la latitud con respecto a la posición natal de Marte en relación con la eclíptica de la Tierra en rotación, mostrando picos justo después de su salida diaria y su culminación en el medio cielo (el horizonte y el medio cielo están marcados por líneas perpendiculares). La órbita de Marte en el cielo se ha representado mediante 12 sectores en el círculo, 6 por encima del horizonte y 6 por debajo. La línea dibujada muestra la supuesta mayor incidencia de nacimientos de campeones deportivos en los sectores clave 1 y 4 de la órbita de Marte.

Michel Gauquelin (París, 13 de noviembre de 1928 - ibíd., 20 de mayo de 1991) fue un psicólogo y estadístico francés que, junto a su primera mujer Françoise, realizó un controvertido estudio estadístico de la astrología.
Aunque era bastante crítico en ciertas áreas del arte, Gauquelin mostró un interés en la astrología desde su infancia; se dice que sabía realizar cartas astrales cuando tenía 10 años, y recibió el sobrenombre de Nostradamus por sus predicciones astrológicas. Después de su educación en Sorbonne, donde se graduó en psicología, dedicó gran parte de su vida a investigar la validez científica de la astrología.
Gauquelin se propuso la tarea de analizar la astrología estadísticamente, estudiando diversas correlaciones usando un gran número de fechas de nacimiento. Un ejemplo de uno de sus libros anteriores escrito en 1967 fue "la prueba de destinos opuestos" que consistía en la separación de las Cartas de Nacimiento de 10 conocidos criminales y 10 personas no criminales. A partir de los resultados se dedujo que ningún astrólogo logró separarlos mejor que el azar.
Sus propias conclusiones cambiaron a lo largo de su vida, debido a su investigación durante varias décadas, en un principio, después de sus primeros estudios, era muy crítico respecto a las creencias de la astrología, en particular los signos del Zodiaco, que investigó intensivamente sin encontrar resultados:

"Es bastante cierto que los signos que había en el firmamento durante nuestros nacimientos no tienen ningún poder sobre nuestros destinos, afectan a nuestras características hereditarias, o tienen alguna función, al menos humilde, en la totalidad de los efectos, aleatorios o no, que formen la tela de nuestras vidas y moldeen nuestros impulsos al actuar."
The Scientific Basis for Astrology 

Aunque siempre se mantuvo muy crítico hacia la astrología en general, su actitud fue cambiando tal como sus estudios progresaban en el estudio del ciclo diario, que está relacionado con las Casas Astrológicas.

"Los resultados siguientes no hicieron más que ampliar y confirmar mi descubrimiento inicial con respecto a los médicos. Al final, resultó que había una relación estadística cada vez más sólida entre el momento de nacer de grandes hombres y su éxito ocupacional (...). Habiendo recolectado más de 20.000 fechas de nacimientos de celebridades profesionales de varios países europeos y de los Estados Unidos, tengo que sacar la inevitable conclusión que la posición de los planetas en el momento de nacer está ligada al propio destino. ¡Qué desafío para la mente racional!" - Nueva Astrología (Neo-Astrology, 1991)

El análisis computerizado de las Cartas de Nacimiento de famosos y menos conocidos en diversos grupos de carreras fue realizado en los ordenadores de Neil Michelsen, en su Astro Computing Service, a finales de la década de 1970, en San Diego, California.

## Obra

### Algunas publicaciones
- Google libros L'hérédité planétaire, notre naissance et l'horloge cosmique

- 20 tests pour se connaître, Centre d'Étude et de Promotion de la Lecture, París, 1972 Collection Marabout Service MS 236 (Michel y Françoise Gauquelin).

- La Cosmopsychologie - Les astres et les tempéraments, Centre d'Étude et de Promotion de la Lecture, París, 1974

- C'est écrit dans les astres, 1992, Pardès (póstumo)

- Les personnalités planétaires, Guy Trédaniel Éditeur, 1992 - postfacio de J. Halbronn y Guy Leclercq, lista exhaustiva de publicaciones p. 301 à 307.

- Les Horloges cosmiques  Denoël, París, 1970

- Les Hommes et les Astres, Denoël, 1960

- L'influence des astres, ed. du Dauphin, 1955

- L'astrologie devant la science, ed. Planète

- Le dossier des influences cosmiques ; J'ai lu, N.º A314, col. « L'Aventure mystérieuse », 1974

- La santé et les conditions atmosphériques, Hachette, 1967

- Les trois faces de l'astrologie, sacrée, profane, scientifique (coescrito con Jacques Sadoul), Retz, 1972